# Crónica de una señora
Crónica de una señora è  un film argentino del 1971 diretto da Raúl de la Torre.

## Trama
Fina, una signora dell'alta borghesia sposata con un uomo potente, trascorre le sue giornate tra la noia e la superficialità. La sua esistenza viene sconvolta dall'inatteso e improvviso suicidio dell'amica Cecilia, una donna che conduceva una vita molto simile alla sua.
Da quel momento, Fina si troverà a riflettere sul senso della sua vita, sperimentando diversivi per scacciare il pensiero della morte, tra cui occasionali relazioni extraconiugali.

## Produzione
La sceneggiatrice María Luisa Bemberg scrisse un dramma intitolato La margarita es una flor, presentandolo ad un concorso indetto dal quotidiano La Nación. In seguito all'incontro con il regista Raúl de la Torre, nacque l'idea di trasformare quel testo nella sceneggiatura di un film, che divenne poi Crónica de una señora.
Come ricordò la protagonista Graciela Borges, Bemberg fu presente durante la realizzazione di tutte le riprese; in taluni casi, la sua opinione contrastò con quella del regista e, in generale, la sceneggiatrice non fu contenta del risultato finale del film, ritenendo che de la Torre non avesse colto appieno la frustrazione della protagonista. Ne parlò con il direttore della fotografia Juan Carlos Desanzo, il quale la incoraggiò a dirigere lei stessa le future sceneggiature; María Luisa Bemberg accolse il consiglio e dopo quel film intraprese la carriera di regista.
Nei dialoghi, Bemberg cercò di puntare l'attenzione sul ruolo che le donne rivestono all'interno del matrimonio e della società, anche come nel caso della protagonista che vive una costante insoddisfazione nonostante abbia sposato un uomo molto ricco e perfino sua madre sminuisca le sue frustrazioni, sostenendo che non abbia di che lamentarsi.

## Accoglienza
Nella recensione pubblicata da Heraldo del Cine, si leggeva: "La storia parte da un evento, una cronaca per tratteggiarne un ritratto nei minimi dettagli; è inutile credere che si tratti di un processo metonimico, di un'opera attraverso la quale tramite un personaggio si esprime un'intera classe sociale. Fina è una sostanza plastica, sensibile, modificabile dalla morte di un'amica che rende visibile la propria morte".
Secondo Manrupe e Portela, nel loro volume Un diccionario de films argentinos (1930-1995), il film è un "classico del duo de la Torre-Borges, cupo, ben recitato e con una sceneggiatura a tratti ingenua, dove si nota la mano di Bemberg".
Clara Fontana, nel libro María Luisa Bemberg si espresse affermando: "Bemberg ha organizzato l'aneddoto non tanto sui fatti quanto sulla natura del conflitto, il cui unico asse è la sensazione di inutilità e isolamento del protagonista. Questo sentimento si presenta come l'effetto di aspettative sociali che castrano la creatività delle donne e le condannano all'impotenza. La sua forza e la sua convinzione nascono dalla meticolosa conoscenza di María Luisa Bemberg del gruppo sociale e dell'ambiente in cui questo tipo di dramma può svolgersi... Non offre alternative concilianti. Tutto è falso, soffocante e opprimente per la donna domestica. Si corre quasi il rischio di un moralismo capovolto. Bemberg afferma con tutta la forza della sua convinzione "femminista" che il disegno della casa e della vita familiare che conosciamo è una sorta di "morte morale"... La protagonista, bella e frivola moglie di un uomo potente, perplessa per il suicidio di un'amica che è, come lei, "bella, frivola e moglie di un uomo potente", ripercorre la sua vita. Scopre, devastata, la natura delle sue relazioni e dei suoi affetti. Il suicidio dell'amica acquista una dimensione drammatica in quanto appare retrospettivamente come simmetrico al suicidio probabile ma non esplicito di Fina, la signora del titolo. Se all'inizio ci chiediamo, insieme ai personaggi, cosa possa aver spinto questa ragazza apparentemente felice a una decisione estrema, il vuoto esistenziale di Fina, che la trama descrive nei minimi dettagli (la sua noia, la sua solitudine, la stanchezza del benessere e la mancanza di uno scopo costruttivo, l'insensatezza della sua vita appena coperta da qualche occasionale infedeltà) è la risposta".

## Riconoscimenti
- 1971 - Festival internazionale del cinema di San Sebastián
  - Concha de Plata alla migliore attrice a Graciela Borges